# نيت لويس
نيت لويس (بالإنجليزية: Nate Lewis)‏ هو لاعب كرة قدم أمريكية أمريكي، ولد في 19 أكتوبر 1966 في مولتري في الولايات المتحدة.

## وصلات خارجية
- نيت لويس على موقع مرجع كرة القدم المحترفة.كوم (الإنجليزية)